# Hannahannas Corona
Hannahannas Corona est une corona, formation géologique en forme de couronne, située sur la planète Vénus.  

## Présentation
Hannahannas Corona est localisée par 0° N et 170,5° E et se situe dans le quadrangle de Rusalka Planitia (V-25). 
Elle a été nommée ainsi en 2003, en référence à Hannahannah, déesse mère et insecte hittite, et couvre une surface circulaire d'environ 200 km de diamètre. 